# Gymnomma novum
Gymnomma novum är en tvåvingeart som beskrevs av Gilgio-tos 1893. Gymnomma novum ingår i släktet Gymnomma och familjen parasitflugor. Inga underarter finns listade i Catalogue of Life.